# Anodonthyla boulengerii
Anodonthyla boulengerii – gatunek płaza bezogonowego z rodziny wąskopyskowatych (Microhylidae), występujący na wschodnim Madagaskarze. Dorasta do 2,1 cm i cechuje się dużą zmiennością w ubarwieniu, co sugeruje, że może stanowić kompleks blisko spokrewnionych gatunków. Spotykany jest głównie w lasach tropikalnych. 

## Morfologia
Samce osiągają 1,7–2,2 cm długości, a samice 1,8–2,1 cm. Grzbiet jest zazwyczaj jednolicie brązowawy, możliwe są również symetryczne jaśniejsze i ciemniejsze znakowania. Brzuszna część ciała przybiera barwy od zielonkawej do brązowej. Gatunek ten charakteryzuje się dużą zmiennością w ubarwieniu i morfologii, w związku z czym spekuluje się, że może być on w rzeczywistości kompleksem kilku spokrewnionych gatunków. Badania genetyczne wykazały, że populacja z półwyspu Masoala powinna zostać uznana za osobny gatunek.

## Występowanie i siedliska
Gatunek ten występuje na wschodnim Madagaskarze do wysokości 1300 m n.p.m. Spotykany jest m.in. w okolicach miast Ranomafana, Fenoarivo Atsinanana, Maroantsetra, a także na wyspie Nosy Boraha. Zasiedla głównie lasy deszczowe, ale także lasy zdegradowane i wtórne.